# 남극기
현재 공식적인 남극의 기는 없다.

남극 조약의 기

다만 여러 사람들에 의해 다양한 깃발이 제안되었다.

## 제안된 깃발

그레이엄 바트먼이 제시한 기
휘트나 스미스가 제시한 기

## 국가별 남극 지역 깃발

영국령 남극 지역의 기
프랑스령 남방 및 남극의 기
칠레령 남극 지역의 기 (마가야네스 이 안타르티카칠레나 주의 기)
아르헨티나령 남극의 기 (티에라델푸에고 주의 기)
오스트레일리아령 남극 지역의 비공식기
로스 속령의 비공식기

## 옛 국기

야마토 유키하라의 기 (1912년-1952년?)

## 같이 보기
- 영국령 남극 지역의 기
- 프랑스령 남방 및 남극 지역의 기